# Saint-Herménégilde
Saint-Herménégilde est une municipalité du Québec située dans la MRC de Coaticook en Estrie.

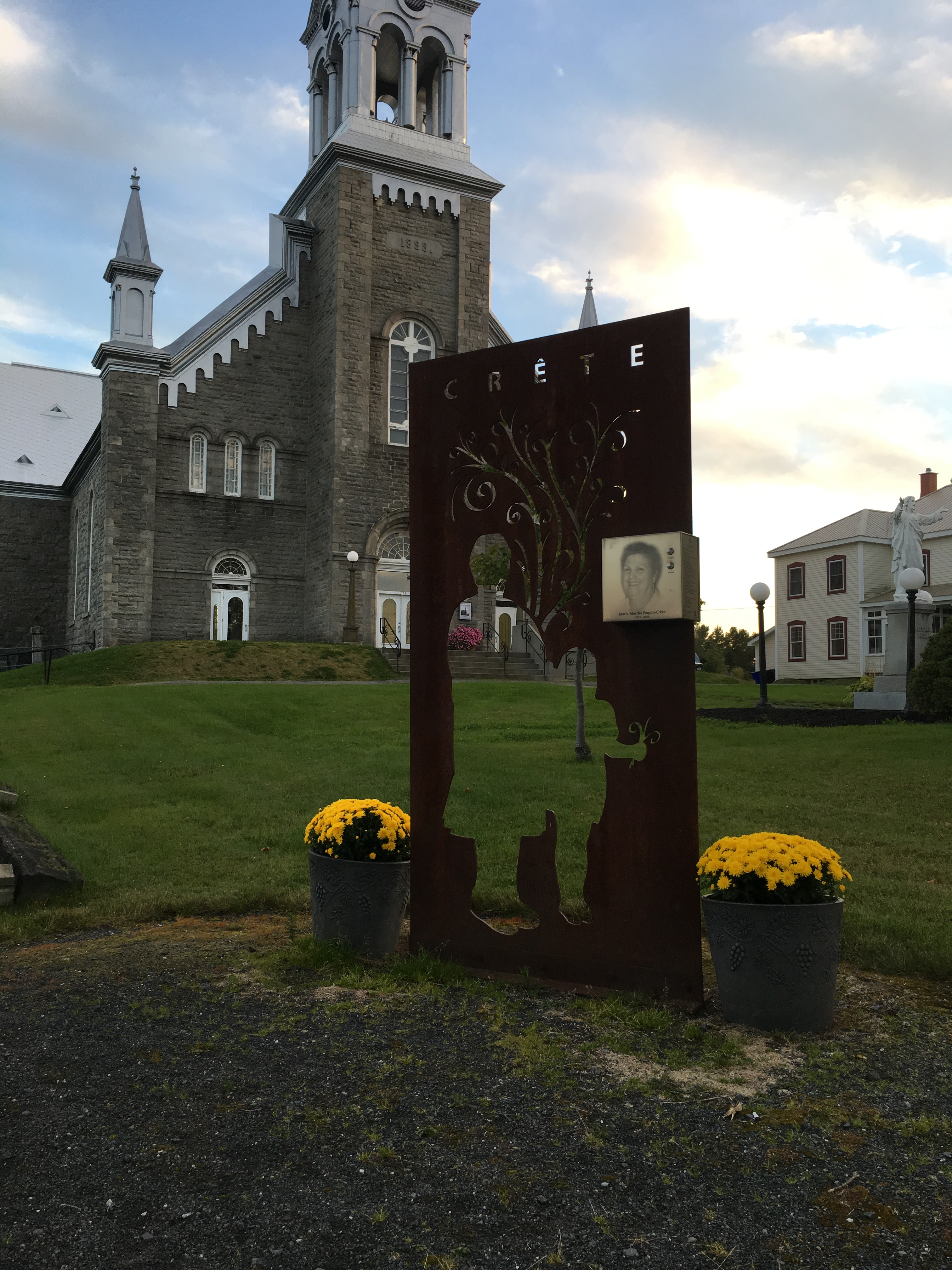
Église de St-Herménégilde

## Toponymie
Elle est nommée en l'honneur d'Herménégild, prince martyr des Wisigoths au VIe siècle.
« Les lieux ont commencé à être véritablement habités en 1856 avec l'ouverture d'une mission, devenue la paroisse de Saint-Herménégilde en 1890. Celle-ci est à l'origine de la dénomination du bureau de poste ouvert en 1871 et de la municipalité créée en 1903. Cette dernière devait fusionner, en 1985, à la municipalité de village homonyme instituée en 1918, pour former l'entité municipale actuelle ».

## Géographie
Saint-Herménégilde est à 15 km à l'est de Coaticook et à 20 km de la frontière américaine, dans les Appalaches. Elle est traversée par la route 251.
La rivière rivière Moe a son crénon sur son territoire et le lac Wallace est situé à la limite sud-ouest, sur la frontière entre le Canada et les États-Unis.

## Démographie
| 1991 | 1996 | 2001 | 2006 | 2011 | 2016 | 2021 |
| ---- | ---- | ---- | ---- | ---- | ---- | ---- |
| 575  | 616  | 595  | 718  | 702  | 670  | 690  |

## Administration
Les élections municipales se font en bloc pour le maire et les six conseillers.
| Saint-Herménégilde Maires depuis 2001                                                                                |                  |         |          |
| Élection | Maire            | Qualité | Résultat |
| 2001 | Jean-Marc Dupont |         | Voir     |
| 2005 | Lucie Tremblay   |         | Voir     |
| 2009 | Lucie Tremblay   | Voir    |          |
| 2013 | Gérard Duteau    |         | Voir     |
| 2017 | Gérard Duteau    | Voir    |          |
| 2021 | Steve Lanciaux   |         | Voir     |
| Élection partielle en italique Depuis 2005, les élections sont simultanées dans toutes les municipalités québécoises |                  |         |          |

## Attraits touristiques

### Circuits Découverte
Depuis 2004, la municipalité de Saint-Herménégilde fait partie du Circuit Découverte, Lacs et clochers à perte de vue, qui permet aux visiteurs de découvrir les différents attraits des municipalités de Saint-Herménégilde et Dixville.
Les attraits patrimoniaux d'East Hereford comme son site d'interprétation, son site ornithologique et ses sentiers pédestres y sont présentés.

### La Voie des Pionniers
Depuis 2011, la Voie des Pionniers compte un arrêt à Saint-Herménégilde. En effet, la Table de concertation culturelle de la MRC de Coaticook, créatrice du projet, et les responsables de la municipalité ont choisi d'intégrer, à son tracé, la silhouette de Marie-Marthe Paquin-Crête.
Situé près de la tour d'observation, le personnage de Mme Paquin-Crête raconte la vie dans une maisonnée remplie de ses 10 enfants, en plus de devenir famille d'accueil pour les petits sous la tutelle des services sociaux.